# جائزة اليابان الكبرى 2019
جائزة اليابان الكبرى 2019 هو سباق فورمولا 1 أقيم في حلبة سوزوكا، ميه. كان السابع عشر من أصل 21 في بطولة العالم لسباقات الفورمولا واحد موسم 2019. حلّ الفنلندي فالتيري بوتاس أولا بينما جاء الألماني سباستيان فيتل في المركز الثاني وحصل على المركز الثالث البريطاني لويس هاملتون.